# Kerkhof van Chercq
Het Kerkhof van Chercq is een gemeentelijke begraafplaats in het Belgische dorp Chercq, een deelgemeente van Doornik. Het kerkhof ligt in het dorpscentrum rond de Sint-Andreaskerk.

## Britse militaire graven
Op het kerkhof liggen 30 graven van Britse soldaten uit de beide wereldoorlogen. Er is een perk langs de noordoostelijke grens van het kerkhof met 6 gesneuvelden uit de Eerste Wereldoorlog. Zij stierven op 8 en 9 november 1918, vlak voor de wapenstilstand. 
Een tweede perk langs de noordoostelijke gevel van de kerk bevat 24 gesneuvelden uit de Tweede Wereldoorlog. Zij sneuvelden bij de verdediging van het front langs de Schelde gedurende de opmars van het Duitse leger in mei 1940. Twee van hen konden niet meer geïdentificeerd worden. Alle graven worden onderhouden door de Commonwealth War Graves Commission en zijn daar geregistreerd als Chercq Churchyard.